# Ronald Biggs

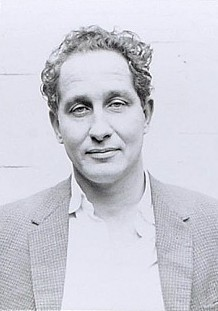
Ronnie Biggs (1960)

Ronald Arthur „Ronnie“ Biggs (* 8. August 1929 in Lambeth, London; † 18. Dezember 2013 in East Barnet, London) war Mitglied der britischen Räuberbande, die 1963 den spektakulären Postzugraub bei Mentmore, Buckinghamshire, beging und dabei 2,63 Millionen Pfund (nach heutigem Wert etwa 74 Millionen Pfund Sterling bzw. 85 Millionen Euro) erbeutete. Nach einer ersten Inhaftierung gelang ihm 1965 die Flucht über Frankreich nach Australien und später nach Brasilien.
Nachdem er sich jahrzehntelang der erneuten Verhaftung entziehen konnte, kehrte er 2001 aus gesundheitlichen Gründen nach England zurück, um im Belmarsh-Gefängnis den Rest seiner dreißigjährigen Gefängnisstrafe anzutreten. 2009 wurde Biggs aufgrund seines schlechten Gesundheitszustandes begnadigt und aus der Haft entlassen.

## Leben
Ronald Biggs, später nur noch Ronnie Biggs genannt, wurde am 8. August 1929 in Lambeth geboren. Er arbeitete und lebte bis zu seinem 34. Geburtstag als Zimmermann mit seiner Ehefrau Charmian Rothen und seinen beiden Söhnen in Redhill in Surrey. Er war ein Mitglied der sogenannten Fulham-Boys, die verschiedene kleine Verbrechen im Großraum London verübten. Die Gruppe wurde von den eigentlichen Posträubern um Bruce Reynolds und Ronald "Buster" Edwards angeheuert. Mit der Planung des Überfalls hatte Biggs nach neueren Erkenntnissen nichts zu tun.

### Der große Überfall
Am 8. August 1963, an seinem 34. Geburtstag, überfiel Biggs zusammen mit Bruce Reynolds, Ronald „Buster“ Edwards, Charlie „der Schweiger“ Wilson, Roy "das Wiesel" James, Brian Field, Thomas Wisbey, Robert Welch, Gordon Goody, James Hussey, Rodger Cordrey, James White, William Boal, Leonard Field und John Wheater um 3:10 Uhr den königlichen Postzug, der auf dem Weg von Glasgow nach London war. Der Zug wurde an der Bridego-Brücke bei Mentmore in der Grafschaft Buckinghamshire durch ein manipuliertes Eisenbahnsignal zum Stehen gebracht. Einer der Räuber schlug den Lokführer Jack Mills nieder, der noch Jahre später an den Folgen litt.

Die Beute bestand aus 120 Geldsäcken mit 2.631.684 £ (nach heutigem Wert etwa 74 Millionen Pfund Sterling bzw. 85 Millionen Euro).
Biggs behauptete, dass die drei nicht gefassten Bandenmitglieder zusammen mit dem Geld auch fünfzig ungeschliffene Diamanten erbeutet hätten. Biggs hatte nach eigenen Angaben einen Anteil von 148.000 Pfund bekommen (nach heutigem Wert etwa 4 Millionen Pfund Sterling bzw. 4,6 Millionen Euro).

### Wandsworth Prison
Die Täter trugen bei dem Überfall Masken und Handschuhe, deswegen suchte die Polizei zunächst vergebens nach Spuren. In dem einige Tage später entdeckten Unterschlupf der Bande konnte Scotland Yard dann Fingerabdrücke, u.thinsp;a. auf einem Monopoly-Spiel, sicherstellen. Der abgelegene Bauernhof Leatherslade Farm (51° 48′ 23″ N, 1° 3′ 11″ W) war 25 Meilen (ungefähr 40 Kilometer) vom Tatort entfernt. Ein Team von Polizisten unter der Führung von Detective Chief Superintendent Jack Slipper, Slipper vom Yard genannt, fasste 13 Räuber.
Im Jahre 1964 wurde Biggs zusammen mit acht anderen Tätern zu 30 Jahren Gefängnis verurteilt. Am 8. Juli 1965 gelang ihm aus dem Gefängnis von Wandsworth zusammen mit drei anderen Gefangenen die Flucht, indem sie mit einer Strickleiter über die Außenmauer kletterten und in einen präparierten Möbelwagen sprangen.
Biggs floh mit seiner Familie nach Paris, versorgte sich dort mit gefälschten Papieren und ließ sein Gesicht verändern. Sie flohen weiter nach Australien in die Hibiscus Road in der Stadt Blackburn nahe Melbourne. Biggs floh 1974 von dort aus ohne Familie nach Rio de Janeiro in Brasilien.

### Jack Slipper scheitert mit der Verhaftung
Im selben Jahr reiste der Ermittler Jack Slipper vom New Scotland Yard nach Brasilien, um Biggs festzunehmen. Biggs hoffte, 35.000 Pfund durch ein Exklusivinterview mit der Zeitung Daily Mail zu verdienen. Im Hotel Trocadero soll Slipper ihn aufgesucht und mit den Worten „Hallo Ronnie, lange nicht gesehen!“ begrüßt haben, die Verhaftung gelang jedoch nicht.
Die brasilianische Regierung lehnte die Auslieferung von Biggs ab, da die britische Regierung nicht der Reziprozität zustimmte, d. h. im umgekehrten Falle jemanden aus England nach Brasilien auszuliefern. Des Weiteren erwartete die einheimische Stripperin Raimunda de Castro ein Kind von Biggs, und so durfte er nicht aus Brasilien ausgewiesen werden. Getauft wurde der Sohn auf den Namen Michael. Auf dem Rückweg wurde Slipper schlafend im Flugzeug von einem Daily-Mail-Fotografen aufgenommen – inklusive des leeren Sitzes neben ihm.
1993 besuchte Slipper Biggs in Rio, wobei dieser ihm gesagt haben soll, dass er vollkommen pleite sei. 1994 gelang es dem deutschen Journalisten Ulli Kulke, Slipper und Biggs in einem gemeinsamen Telefoninterview zusammenzubringen. Dieses Interview erschien zuerst 1994 in der Wochenpost; 2013 wurde es anlässlich des Todes von Biggs in der WELT wieder abgedruckt.

### Exil in Rio de Janeiro

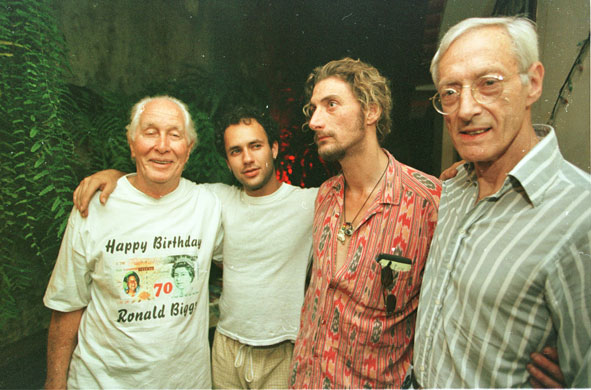
Biggs (links) feiert im Jahre 1999 seinen 70. Geburtstag, gemeinsam mit (von links nach rechts) seinem Sohn Michael, Nick Reynolds, und Nicks Vater Bruce Reynolds

Aufgrund seines Status als Verbrecher durfte Biggs in Brasilien keiner Arbeit nachgehen. Er verdiente sein Geld mit Werbung für Alarmanlagen und dem Verkauf von „Ronald Biggs“-Kaffeebechern und T-Shirts mit seinem Konterfei. Für 60 US-Dollar bot er Touristen ein Frühstück mit einem echten Verbrecher und seinem Rottweiler Blitzkrieg an. In der 1998er Ausgabe des Lonely Planet – Brazil on a Shoestring wurde auf den Seiten 174 f. ein Treffen mit Ronny Biggs als ein Highlight eines Besuchs in Rio de Janeiro erwähnt (The Ronny Biggs Experience). Zur Kontaktaufnahme mit Biggs war sogar dessen private Telefonnummer im Reiseführer abgedruckt. Bei diesen Treffen erfuhren die Besucher „aus erster Hand“ alle Einzelheiten des Postraubs, von der anschließenden Flucht und seinem Leben danach.
Biggs nahm mit der britischen Punkband The Sex Pistols im Jahre 1978, kurz nachdem Johnny Rotten die Band verlassen hatte, das Album The Great Rock ’n’ Roll Swindle und das Lied No One Is Innocent (deutsch: Niemand ist unschuldig) auf. Außerdem spielte er in der gleichnamigen „Pistols-Dokumentation“ The Great Rock ’n’ Roll Swindle unter der Regie Julien Temples sich selbst als „The Exile“. Der Film erschien 1980. Nach eigener Aussage hat Ronny Biggs allerdings die vereinbarte Gage für die Zusammenarbeit mit den Sex Pistols nie erhalten.
Im Jahre 1981 wurde Biggs von einer Gruppe ehemaliger britischer Soldaten entführt und nach Barbados verschleppt. Mangels Auslieferungsabkommen konnte er nach Brasilien zurückkehren. Dort spielte sein Sohn Michael – mit dem Biggs im Stadtviertel Santa Teresa ein Haus bewohnte – in der Kinderband Turma do Balão Mágico.
Etwa zehn Jahre später, dreizehn Jahre nach Ronnies Musikaktivitäten mit den Sex Pistols, nahm Biggs mit der deutschen Punk- und Rockband Die Toten Hosen die Single Carnival In Rio (Punk Was) für deren Album Learning English Lesson One auf und feierte mit ihr seinen 62. Geburtstag.
Erst 1999 unterschrieben Biggs und Reynolds einen Vertrag bei SCi Entertainment. SCi Entertainment wollte mit ihrer Unterstützung das Computerspiel The Great Train Robbery entwickeln. Der Spieler sollte entweder die Rolle der Polizei oder die Rolle von Biggs übernehmen. Dieses Spiel wurde aber nie veröffentlicht.

### Rückkehr nach England
Am 7. Mai 2001, mit 71 Jahren, nach 35 Jahren Flucht und 30 Jahren in Brasilien, kehrte Biggs zusammen mit Bruce Reynolds aus gesundheitlichen Gründen nach England zurück. In Rio hatte er zuvor unter Aufsicht der brasilianischen Polizei eine Erklärung unterschrieben, dass er freiwillig nach England zurückkehre. Ronald ließ seinen Sohn Michael und Enkelin Ingrid in Brasilien zurück.
Die britische Boulevardzeitung The Sun spendierte ihm den Rückflug in einem Privatjet und verschiedene Auslagen als Gegenleistung für die Exklusivrechte. Zu den Fragen der Journalisten musste Biggs auf Grund von zwei erlittenen Schlaganfällen schriftlich Stellung nehmen.
Auf der Royal Air Force Station Northolt bei London wurde er von sechzig Scotland-Yard-Beamten festgenommen. Auf die sofortige Inhaftierung reagierte Biggs schockiert und brach schluchzend in seiner Zelle im Hochsicherheitsgefängnis Belmarsh zusammen. Unter seiner neuen Adresse, HM Prison, Western Way, Thamesmead, London SE 28 OEB, sollte er die noch ausstehenden 28 Jahre seiner Haftstrafe absitzen. Dort heirateten Biggs und Raimunda de Castro 2002 unter strengen Sicherheitsvorkehrungen in der Gefängniskapelle im Beisein Michaels, Ingrids und einiger Fotografen.
Zwei Jahre später erlitt Biggs mehrere Schlaganfälle und einen Herzinfarkt und wurde vom Belmarsh Prison in das Queen Elizabeth Hospital verlegt. Am 10. August 2005 wurde MRSA bei Biggs diagnostiziert. Laut seiner Anwälte, die nach einem Grund für seine Entlassung suchten, stand sein Tod kurz bevor. Außerdem hatte er Schwierigkeiten beim Essen und Sprechen.
Am 4. Juli 2007, im Alter von mittlerweile 77 Jahren, wurde Biggs „aus Mitgefühl“ aus dem Hochsicherheitsgefängnis Belmarsh in eine normale Haftanstalt nach Norwich verlegt.
Im Februar 2009 meldeten die Agenturen, Biggs sollte noch vor seinem 80. Geburtstag im August 2009 wegen seiner schweren Erkrankung begnadigt werden. Obwohl eine Begnadigung im Juli 2009 zunächst abgelehnt wurde und damit diese Meldung falsch zu sein schien, wurde Biggs schließlich zwei Tage vor seinem 80. Geburtstag am 6. August 2009 aufgrund seines schlechten Gesundheitszustandes vom Justizminister Jack Straw doch noch begnadigt und aus der Haft entlassen. Zum Schluss ging es Biggs „derart schlecht, dass er weder laufen, noch sprechen oder normal essen konnte.“
Biggs starb am 18. Dezember 2013 im Alter von 84 Jahren in East Barnet,
Nach seinem Tod wurde er im Golders Green Crematorium in London eingeäschert und am 3. Januar 2014 beerdigt.

## Filme
- 1965 wurde die Geschichte des legendären Postraubes mit Horst Tappert in der Hauptrolle für das deutsche Fernsehen mit dem Titel Die Gentlemen bitten zur Kasse verfilmt und war ein sogenannter „Straßenfeger“. Da aus rechtlichen Gründen die Namen der beteiligten Personen geändert wurden, trug die Figur, die Biggs darstellen sollte, den Rollennamen „Arthur Finnegan“. Verkörpert wurde die Rolle von Kurt Conradi.
- 1988 verfilmte Regisseur Lech Majewski den Großen Postzugraub unter dem Namen Prisoner of Rio. Die Filmmusik komponierte Hans Zimmer, das Drehbuch schrieb Ronald Biggs selber. Der Film erschien in Deutschland unter dem Namen Gefangen in Rio. Paul Freeman spielte Ronald Biggs.
- 1988 spielte Phil Collins die Hauptrolle in dem Spielfilm „Buster“, der ebenfalls den legendären Postraub als Vorlage hatte. Biggs wird von Ralph Brown dargestellt.
- Im James-Bond-Film „Moonraker – Streng Geheim“, der teilweise in Rio de Janeiro gedreht wurde, sollte Biggs einen Taxifahrer spielen, der James Bond fährt. Diese Idee scheiterte am vehementen Einspruch von Bond-Darsteller Roger Moore, der es geschmacklos fand, einem Verbrecher eine öffentliche Plattform zu bieten.

## Veröffentlichungen
- 1978: Single No One Is Innocent mit den Sex Pistols
- 1979: Zwei Songs auf der Sex Pistols LP „The Great Rock´n´Roll Swindle“: „No One is Innocent“ und „Belsen was a Gas“ als „Einmal Belsen war wirklich vortrefflich“
- 1988: Drehbuch zum Film Prisoner Of Rio von Lech Majewski
- 1991: Gastmusiker auf dem Album Learning English Lesson One von Die Toten Hosen